# パパゴト
「パパゴト」は、喜多尚江による漫画。『別冊花とゆめ』において、2002年3月号から2003年7月号まで連載された。全7話。「家族」を主要なテーマとし、15歳の息子と18歳の父親の日常を描く。

## ストーリー
母・美咲子を亡くし、孤独の身となってしまった15歳の一宮翼。遺産相続と翼の引取りで親戚たちがもめている中、突然現れたのは有原成之介と言う18歳の少年だった。美咲子の生前に籍を入れたと言う成之介を翼は半信半疑で受け入れ、ママゴトならぬパパゴト生活が始まった…。

## 登場人物
一宮 翼 （いちみや つばさ）
一宮家の「弟役」。主人公。頭も良くそこそこ美形ではあるが、喧嘩っ早いという問題を持つ中学3年生。美咲子いわく、「一匹狼風で無口でぶっきらぼうで強くて優しくて、でもちょっと寂しがりや」。気が強くて成に反発したのも一度や二度ではない。父親は翼が生まれる前に死んでしまっているので、父親の存在に憧れていた。父親はヘビースモーカーだったそうで、父親代わりに鞄にタバコを入れていたことも（そのせいで喫煙疑惑をかけられたのも事実である）。第一話時点で身長は180近くあり、第六話でとうとう180ぴったりになった。真理香のことが気になっているらしいが、自覚がない。女子にかなりモテており、卒業式の後にはブレザーのボタンはおろか、ネクタイやシャツのボタンまで取られてしまった。その後一つだけ残ったボタンは「世話になったから」と、真理香に渡した（好きな男子にボタンを貰うという意味をわかっていないゆえの行動）。
有原 成之介 （ありはら なるのすけ）
一宮家の「父親役」。15の時にアメリカの大学を首席で卒業し、その後「有原重造」のペンネームでハードボイルド小説を書いている。母親を早くに亡くし、父親も10歳の時強盗から成をかばって死んでしまったという悲しい過去を持つ。17歳の時に美咲子と出会い一目ぼれして、18になったら結婚することを約束した（多分美咲子は冗談のつもりだった）。しかし18になる直前に美咲子が死んでしまい、見よう見まねで偽の戸籍を作って翼の父として翼と同居する。結婚していなかったことが翼にばれてからも、「父親役」として一緒に暮らす。美咲子が死んでからも、美咲子をずっと愛し続けた。仮免で練習と称して雨の中山道を車で走ったり、銀行強盗に撃たれそうになった翼を庇ったりと、無謀な面が目立つ。身長が翼よりも低く、年下に見られる。
藤堂 美伊 （とうどう みい）
一宮家の「姉役」。父親はカメラマンをしており、世界中を駆け回っている。母親が亡くなっているために遠い親戚の家に預けられ暴力を振るわれていた。成に「行く所がない」と言い翼達の元で一泊し、その後父親からの頼みで翼達と同居することになる。「ママゴトは主張によって配役が決まる」と主張し、9歳にして15歳である翼の「姉役」となった。そのためはたから見ると明らかに異様な家族である。タバコのにおいが大嫌い。足元まで届くほどの長髪をツインテールにしている。
一宮 美咲子 （いちみや みさこ）
今は亡き翼の母。30代だが、見た目が見た目なので若く見られる。成と初めて会った時に求婚されたが、成はまだ17歳だったため「18になったら結婚してもいい」と冗談で約束した。しかし成の18歳の誕生日の直前に死亡してしまった。
葵 真理香 （あおい まりか）
翼の同級生。有原重造（成之介）の小説が大好き。しかし有原重造のプロフィールや経歴が判明していないため、勝手に「素敵なおじ様」と想像している。翼に気。
上原 敬二 （うえはら けいじ）
大学時代の成之介の同級生。25歳で、バーテンダーをしている。よく成に振り回される。
海老野 匠子 （えびの しょうこ）
成之介の小説の編集者。成よりずーっと年上らしいが、成ですら実年齢は教えてもらっていない。見た目はどう見ても女子高生。しかし性格が悪く怒ると口も悪くなる。普段はかなりのぶりっ子。翼は一度成と親しそうにしている匠子を見て彼女ではないかと疑ったが、成は「そんな恐ろしい…」と否定した。「有原重造」の重厚な美しい日本語を作り出す才能そのものを愛している。
川畑 （かわばた）
翼の中学の担任。政治家のコネで教師になったという噂があるが、事実である。成に「翼をいじめたらマスコミにバラす!」と脅されてから、成を苦手としている。